# Hansa-Brandenburg B.I
De Hansa-Brandenburg B.I is een onbewapend dubbeldekker-verkenningsvliegtuig gebouwd door Hansa-Brandenburg. Vroege modellen van de B.I waren bij Hansa-Brandenburg bekend als type D. Latere modellen kregen de naam FD toegewezen.

## Geschiedenis
Het vliegtuig was een van de eerste ontwerpen van de hand van Ernst Heinkel, die op dat moment voor Hansa-Brandenburg werkte. De eerste vlucht vond plaats in het jaar 1914.
Het toestel werd onder licentie geproduceerd door Aero, zowel tijdens als na de Eerste Wereldoorlog. Het toestel was daar bekend als Ae-10. Dit toestel hielp Aero de benodigde ervaring, voor een reeks militaire en civiele vliegtuigen in de jaren ‘20. Verder vormde de B.I de basis voor de C.I en de C.II verkenningsvliegtuigen. Naast Aero heeft ook Letov de B.I's gebouwd, daar stonden ze bekend als Š-10.

## Versies
- D, de originele versie met een Benz Bz. II motor
- FD, de latere versie met een Benz Bz. III motor
- Ae-10, de licentieversie van Aero
- Š-10, de licentieversie van Letov

## Specificaties
- Bemanning: 2
- Maximumsnelheid: 125 km/h
- Plafond: 3200 m
- Klimsnelheid: 2,2 m/s

## Gebruikers
- Oostenrijk-Hongarije
- Polen
- Noorwegen